# Pedro Nieto Antúnez
Pedro Nieto Antúnez (Ferrol, La Corunya, 18 d'agost de 1898 - Madrid, 1978) va ser un marí i polític espanyol, ministre de Marina durant el franquisme (1962-1969).

## Formació
Va ingressar a l'Escola Naval de San Fernando als 16 anys, va finalitzar els seus estudis com a alferes de navili el 4 de desembre de 1918 i, destinat a l'Esquadra, va prendre part en la Guerra del Rif. En octubre de 1923, va rebre ordre d'embarcar en l'Extremadura. En 1931 va obtenir el diploma de l'Escola de Guerra. Quan va esclatar la Guerra Civil Espanyola, al juliol de 1936, era tercer cap del Polígon de Tir Janer de Marín, amb la graduació de capità de corbeta.
Durant l'esmentat conflicte, va ser segon comandant del cuirassat España (ex-Alfonso XIII) i va participar en les operacions que van tenir lloc al Cantàbric fins a l'enfonsament d'aquesta nau el 30 d'abril de 1937 després d'impactar amb una mina a tres milles de Galizano (Cantàbria). Posat al comandament del creuer auxiliar Mar Cantábrico, va intervenir en el bloqueig del Mediterrani fins a 1938, obtenint la Medalla Militar Individual, màxima condecoració després de la creu Llorejada de Sant Ferran.
En 1944 va ser designat comandant del Creuer Galicia i en 1946 va passar a ser ajudant del Cap de l'Estat. Quatre anys després, amb el grau de contraalmirall, ja era segon cap de la Casa Militar del general Francisco Franco. En 1957, ascendit a almirall, va exercir la comandància general de la Flota sent decisiva la seva intervenció, al comandament d'aquesta, en els esdeveniments produïts aquell any en el Sàhara espanyol i Ifni. La flota efectuà bombardejos de costa i va recolzar les unitats terrestres assetjades per l'enemic. El 7 de desembre de 1957,la flota al comandament d'Antunez composta pel creuer Canarias, el creuer Méndez Núñez i els cinc destructors Churruca Almirante Miranda, Escaño, Gravina i José Luis Díez de la Classe Churruca va realitzar una demostració de força per intimidar al Govern del Marroc. Es van apostar en xafarranxo de combat enfront del port d'Agadir i van apuntar amb les seves peces diversos objectius d'aquest port, sense disparar, contra la ciutat.
En 1960, va ser nomenat sotssecretari de la Marina Mercant. El seu apogeu personal ho va aconseguir i 10 de juliol de 1962, quan Franco ho integra al Govern com a Ministre de Marina, en substitució de l'almirall Felipe José Abárzuza y Oliva, càrrec que va ocupar fins a 1969.

## Un ambiciós programa naval
Amb prou feines nomenat ministre, Nieto Antúnez va presentar un programa naval que es podria qualificar com menys d'ambiciós. Aquest programa incloïa la construcció d'uns 150 vaixells: 2 portaavions, 2 creuers llença-míssils, 8 destructors, 12 fragates oceàniques, 28 fragates lleugeres, 8 submarins, més desenes de dragamines, vaixells auxiliars i transports.
Pel que sembla, el ministre sabia perfectament que tal programa, valorat en més de 70.000 milions de pessetes (uns 1.100 milions de dòlars de l'època), era impossible d'executar i no va creure a cap moment que fos possible la seva aprovació. Però volia despertar la inquietud al Govern, ja que pensava que havia arribat el moment de modernitzar la flota i superar el retard que aquesta sofria des de feia molt temps, aprofitant un moment en què la situació econòmica del país experimentava certa millora.
La cosa no li va sortir del tot mal a l'almirall i, en 1963, va resultar aprovat un “mini-pla” molt més assenyat que comprenia l'adquisició d'un creuer lleuger i 5 fragates similars a la classe Leander britànica. No obstant això, el govern laborista de Harold Wilson va rebutjar la venda de les fragates al règim de Franco, malgrat les pèrdues que això suposava per a la indústria naval britànica, la qual cosa va anar motiu que Espanya fabriqués pel seu compte aquestes naus, basades en un model nord-americà.
Finalment, el 17 de novembre de 1964, Nieto Antúnez, va aconseguir per fi que li aprovessin un Pla de Construccions Navals que comprenia, en primer lloc, la modernització dels destructors Marqués de la Ensenada i Roger de Lauria, pertanyents a la problemàtica classe Oquendo i encara no acabats. Tots dos vaixells van ser completament reconstruïts i equipats amb 6 peces de 127 mm., juntament amb armes antisubmarines i sensors nord-americans, però van conservar les turbines Rateau Bretagne de molt mal rendiment. També es van habilitar els fons per aconseguir un portahelicópteros en els EUA, que al cap seria un navili de la classe Independence, l'USS Cabot (CVL-28) rebatejat amb el nom de Dédalo, en record del portahidroavions espanyol del mateix nom de la dècada de 1920.
El programa importava dues fases. En la primera es destinaven els fons –uns 10.000 milions de pessetes– per a la modernització dels dos destructors, per a l'adquisició del Dédalo i per a la construcció de cinc fragates (les F-70 classe Baleares: Baleares, Andalucía, Cataluña, Asturias i Extremadura) i dos submarins tipus Delfín (els primers de la classe Delfín: S-61 Delfín i S-62 Tonina). Per a les altres tres fragates i els tres submarins restants, encara que se'n programava la  construcció, no s'habilitava de moment cap crèdit, deixant-ho para més endavant. Però, les dificultats pressupostàries van fer que posteriorment es cancel·lessin les que haguessin estat fragates F-76, F-77 i F-78. Al juny de 1970, solament es van poder ordenar dos dels tres submarins originalment planejats, que serien el S-63 Marsopa i el S-64 Narval.
Però, per a aquest llavors Nieto Antúnez ja no era ministre de Marina, doncs havia cessat en aquest càrrec a l'octubre de 1969, i va ser reemplaçat per Adolfo Baturone Colombo. Nieto Antúnez era considerat una persona de confiança tant de Franco com del sotssecretari de la Presidència i futur president del Govern, almirall Luis Carrero Blanco.

## Últims anys
Ja retirat de la Marina, Nieto Antúnez va ser president de la Companyia Transmediterránea. El 1973, quan va ser assassinat Carrero Blanco, el seu nom va aparèixer com a candidat-successor. No obstant això, el general Franco va escollir finalment Carlos Arias Navarro com a nou president del Govern.